# Штутгарт
Шту́тгарт (нім. Stuttgart, від нім. Stute — кобила та Garten — садок, парк) — місто у Німеччині, столиця землі Баден-Вюртемберг. За кількістю населення — шосте місто країни (630 000 на 2020 рік)..
У місті розміщені численні державні установи, наприклад парламент (Landtag) та уряд землі (Landesregierung), а також головне митне управління (Hauptzollamt (HZA) Stuttgart).
Найближчі великі міста: Франкфурт-на-Майні (204 км у північному напрямку) та Мюнхен (220 км у південно-східному напрямку).

## Назва і герб

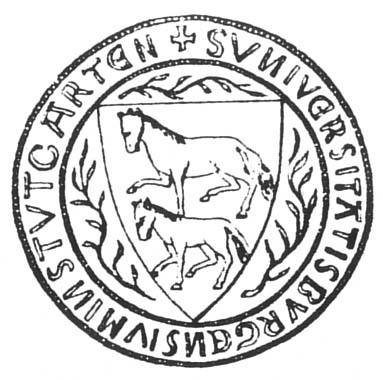
Перший герб міста, датований 1286

На нинішньому гербі Штутгарта зображено здибленого чорного коня на жовтому тлі. Уперше у своєму теперішньому вигляді герб було використано 1938 року. До цього було досить багато варіантів дизайну, часто — з двома кіньми. На логотипі автомобільної компанії Порше зображено модифіковану версію герба Штутгарта.
У давньонімецькій мові місто називалось Stuotengarten, де stuoten — кобила, споріднене із давньоанглійською. А garten давньонімецькою — місце первісного поселення.

## Географія

### Розташування
Штутгарт лежить на відстані 100 км від Шварцвальду і на такій же відстані від гірського масиву Швабська Юра. Розміщений посередині землі Баден-Вюртемберг. Центр міста розташований у пишній долині, між виноградниками й лісом, але не на березі річки Некар. Тому часто кажуть, що місто лежить між лісом і виноградниками (нім. Zwischen Wald und Reben).
Головна частина міста розкинулася поміж схилів і виноградників у так званому «Штутгартському котлі» — долині, прорізаній струмком Незенбах, який впадає до річки Неккар (притоки Рейну).
Північна частина міста простяглась до підвищень басейну Некара, західна — до Ґлемського лісу та Ґойських підвищень, на сході місто сягнуло до початків Шурвальдського хребта, а на півдні — до Фільдерської рівнини та початків Шенбузького лісу. Крізь східні частини міста протікає річка Некар.
Штутгарт займає площу 207 км². Висота коливається від 207 м над рівнем моря на березі річки Некар до 549 м на пагорбі Бернгартсгее (Bernhartshöhe). Через такі перепади висот у місті існує понад 400 сходових про́світів (так званих Stäffele на місцевому діалекті), сумарна довжина яких дорівнює приблизно 20 км.

### Райони міста
Місто Штутгарт поділяється на 23 міських округи, 5 внутрішніх районів і 18 периферійних районів.
Внутрішні райони: Центральний Штутгарт (Stuttgart-Mitte), Північний Штутгарт (Stuttgart-Nord), Східний Штутгарт (Stuttgart-Ost), Південний Штутгарт (Stuttgart-Süd) і Західний Штутгарт (Stuttgart-West).

### Клімат
Клімат Штутгарта — континентальний. У літні місяці, гірські масиви Шварцвальд і Швабський Альб захищають місто від серйозної негоди, однак у цей час року в місті трапляються і грози. Взимку випадає сніг, який лежить тільки кілька днів. У центрі міста, що його місцеві жителі звуть «Котел» (Kessel), влітку завжди спекотніше, а взимку менш сніжно, ніж у передмісті.
Зима в Штутгарті триває з грудня по березень. Найхолодніший місяць — січень, із середньою температурою близько 0 °C. Сніг не випадає більше ніж на кілька днів, хоча, згідно з метеорологічними даними, 2004 року в цей період сніг пролежав кілька тижнів. Літо тепле, із середньою температурою близько 19 °C в найспекотніших місяцях літа — липні й серпні. Літо зазвичай триває з травня до вересня.
| Клімат Штутгарт                            | Клімат Штутгарт | Клімат Штутгарт | Клімат Штутгарт | Клімат Штутгарт | Клімат Штутгарт | Клімат Штутгарт | Клімат Штутгарт | Клімат Штутгарт | Клімат Штутгарт | Клімат Штутгарт | Клімат Штутгарт | Клімат Штутгарт | Клімат Штутгарт |
| Показник                                   | Січ.            | Лют.            | Бер.            | Квіт.           | Трав.           | Черв.           | Лип.            | Серп.           | Вер.            | Жовт.           | Лист.           | Груд.           | Рік             |
| Абсолютний максимум, °C                    | 17,1            | 21,0            | 24,6            | 26,8            | 31,5            | 35,0            | 36,6            | 37,7            | 31,6            | 29,7            | 20,3            | 16,5            | 37,7            |
| Середній максимум, °C                      | 3,7             | 5,4             | 9,8             | 14,1            | 18,6            | 23,7            | 26,2            | 25,9            | 19,5            | 14,4            | 8,1             | 4,4             | 14,0            |
| Середня температура, °C                    | 0,5             | 1,3             | 5,2             | 9,0             | 13,6            | 16,7            | 18,8            | 18,3            | 14,1            | 9,6             | 4,4             | 1,4             | 9,4             |
| Середній мінімум, °C                       | −2,9            | −2,5            | 0,8             | 3,8             | 8,2             | 11,3            | 13,3            | 12,9            | 9,2             | 5,4             | 1,0             | −1,6            | 4,9             |
| Абсолютний мінімум, °C                     | −25,5           | −20,3           | −18,6           | −6,3            | −1,9            | 3,3             | 5,5             | 3,8             | 0,2             | −6,3            | −14,9           | −18,5           | −25,5           |
| Середня кількість сонячних годин на місяць | 79,8            | 96,4            | 137,9           | 177,0           | 216,5           | 216,8           | 232,4           | 224,1           | 169,4           | 122,6           | 74,1            | 60,4            | 1807,2          |
| Норма опадів, мм                           | 41.2            | 36.5            | 47.6            | 49.6            | 85.7            | 86.8            | 86.1            | 69.1            | 57.1            | 58.8            | 49.8            | 50.4            | 718.7           |
| ------------------------------------------ | --------------- | --------------- | --------------- | --------------- | --------------- | --------------- | --------------- | --------------- | --------------- | --------------- | --------------- | --------------- | --------------- |

## Історія

### До XIX століття

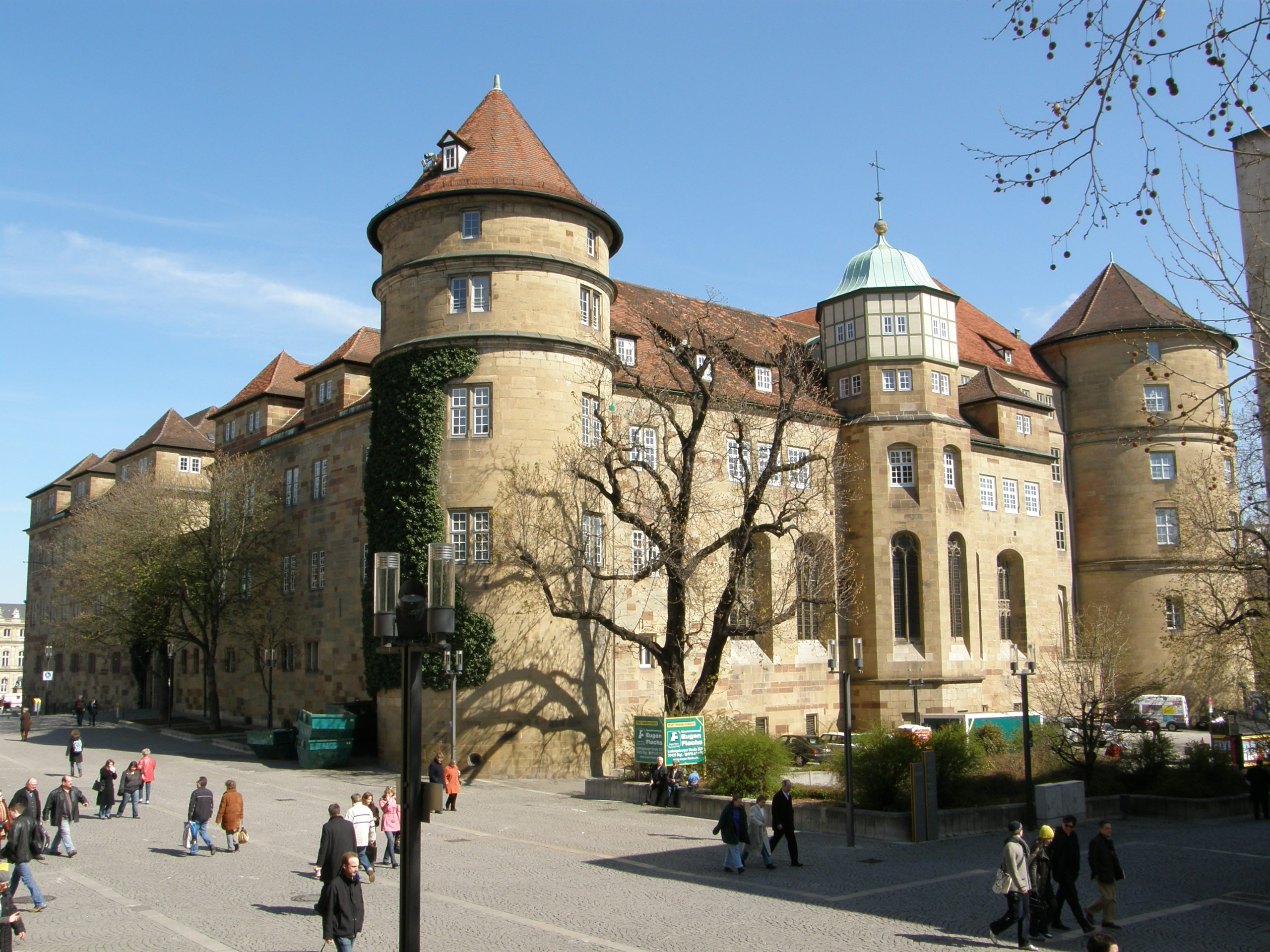
Старий Замок, який датується 950 роком

Перші відомості про Штутгарт датуються кінцем I століття нашої ери зі створенням римського форту в сучасному районі Каннштатт на березі річки Некар. На початку III століття алемани витіснили римлян назад повз Рейн і Дунай. Хоча про Каннштатт у період нашестя варварів нічого не відомо, вважається, що область залишалася населеною, як це згадується в архівах Санкт-Ґалленського абатства починаючи з 700 р. н. е.
Сам Штутгарт, імовірно, засновано близько 950 р. н. е., незадовго до битви при річці Лех за участі герцога Дюка Людольфа зі Швабії, одного із синів імператора Священної Римської імперії Отто I Великого. На родючих луках, де тепер центр сучасного міста, розводили кавалерійських коней.
Близько 1300 р. Штутгарт став резиденцією графів Вюртемберзьких, які зробили його столицею своїх володінь (Territorialstaat). Статус міста Штутгарт отримав 1321 року, коли він став офіційною королівською резиденцією. Територія навколо Штутгарта була відома як графство Вюртемберг, а 1495 року Штутгарт став столицею князівства.
Назва Вюртемберг походить від крутого пагорба в Штутгарті, раніше відомого як Wirtemberg.

### XIX— початок XX століття

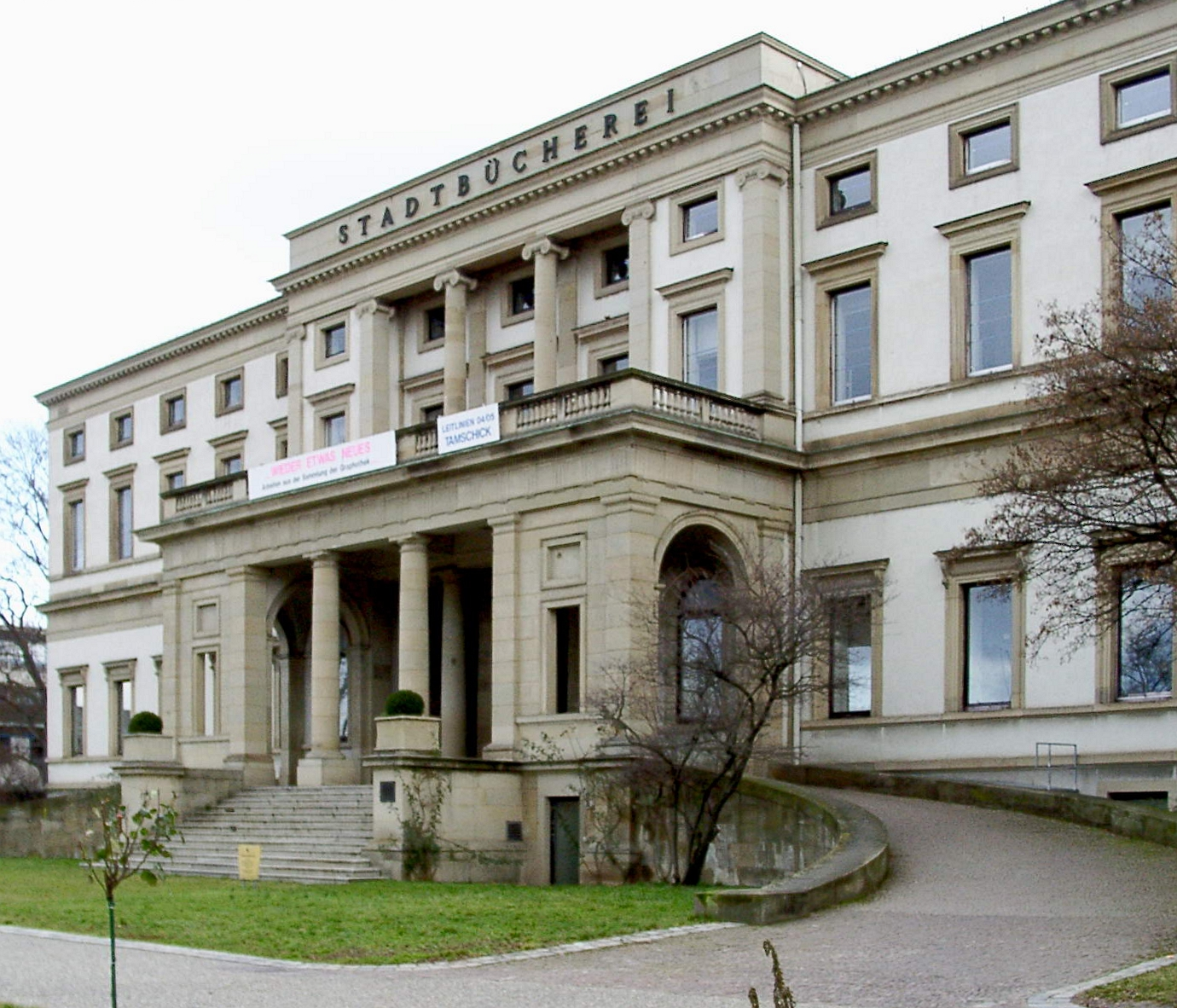
Палац Вільгельма, який датується 1840 роком

З 1806 по 1918 рік Штутгарт був столицею Вюртемберзького королівства.
У XIX столітті Штутгарт розвивався повільно через невигідне географічне розташування. Ситуація змінилася з відкриттям центрального залізничного вокзалу 1846 року — почалося економічне відродження міста, населення якого тоді налічувало близько 50 тисяч.
1871 року населення Штутгарта сягнуло 91 000 жителів. Новий поштовх до зростання місто отримало, коли Готтліб Даймлер винайшов автомобіль у маленькій майстерні в Каннштатті — невдовзі після цього кількість штутгартців зросла до 176 000.
1920 року Штутгарт став резиденцією Національного уряду Німеччини.

### Друга світова війна
За нацистського режиму зі Штутгарта було виселено євреїв. Перші партії депортованих вирушили зі Штутгарта до Риги 1 грудня 1941 року.
Під час Другої світової війни центр Штутгарта було майже повністю зруйновано повітряними нальотами. Найруйнівніші бомбардування здійснювалися 1944 року англійськими й американськими бомбардувальниками. Найважчий рейд відбувся 12 вересня 1944 року, коли авіація союзників бомбила стару частину Штутгарта, скинувши більше 184 000 бомб, зокрема 75 дуже потужних «руйнівниць кварталів». Унаслідок «вогняної бурі» загинуло понад 1000 людей. Ударів завдавали здебільшого по стратегічних об’єктах, звісно, насамперед по підприємствах автомобільної галузі. Було розбомблено більше 50% будівель міста, в основному тих, що розташовувались у котлі, в самому історичному центрі.  Загалом Штутгарт зазнав 53 бомбардувань, які зруйнували 68 % будівель і позбавили життя 4477 людей.

### Післявоєнний період

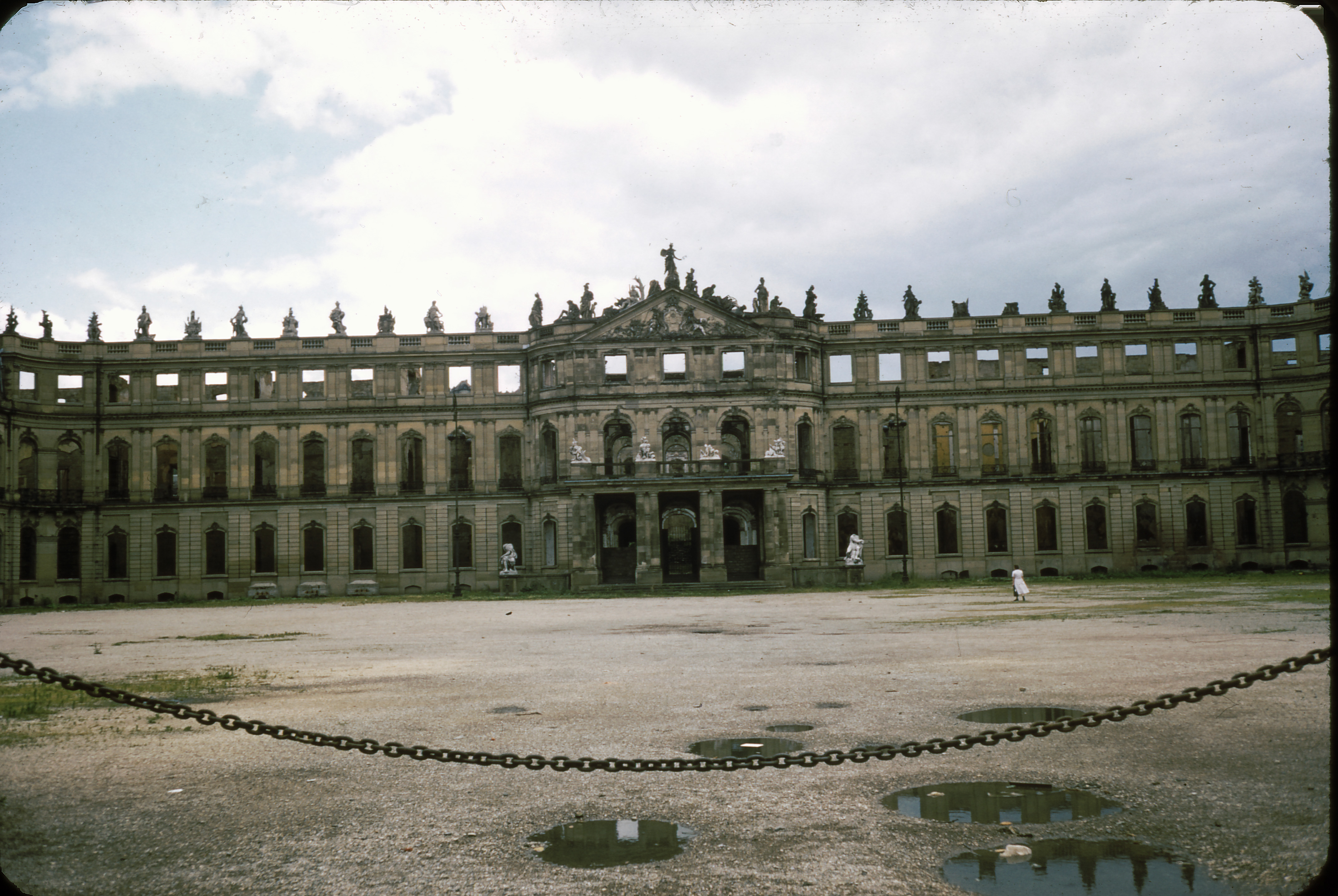
Новий палац пошкоджений під час війни і відновлений у 1956 році

Ранню концепцію плану Маршалла, спрямованого на підтримку економічного й політичного відновлення всієї Європи, було представлено Державним секретарем США Джеймсом Ф. Бірнсом (James Francis Byrnes) у Штутгартській опері. Безпосереднім результатом його промови стало об'єднання британської й американської окупаційних зон. Коли 23 травня 1949 року було створено Федеративну Республіку Німеччину, Штутгарт (як і Франкфурт) мав непогані шанси стати федеральною столицею, але врешті-решт нею став Бонн.

## Транспорт

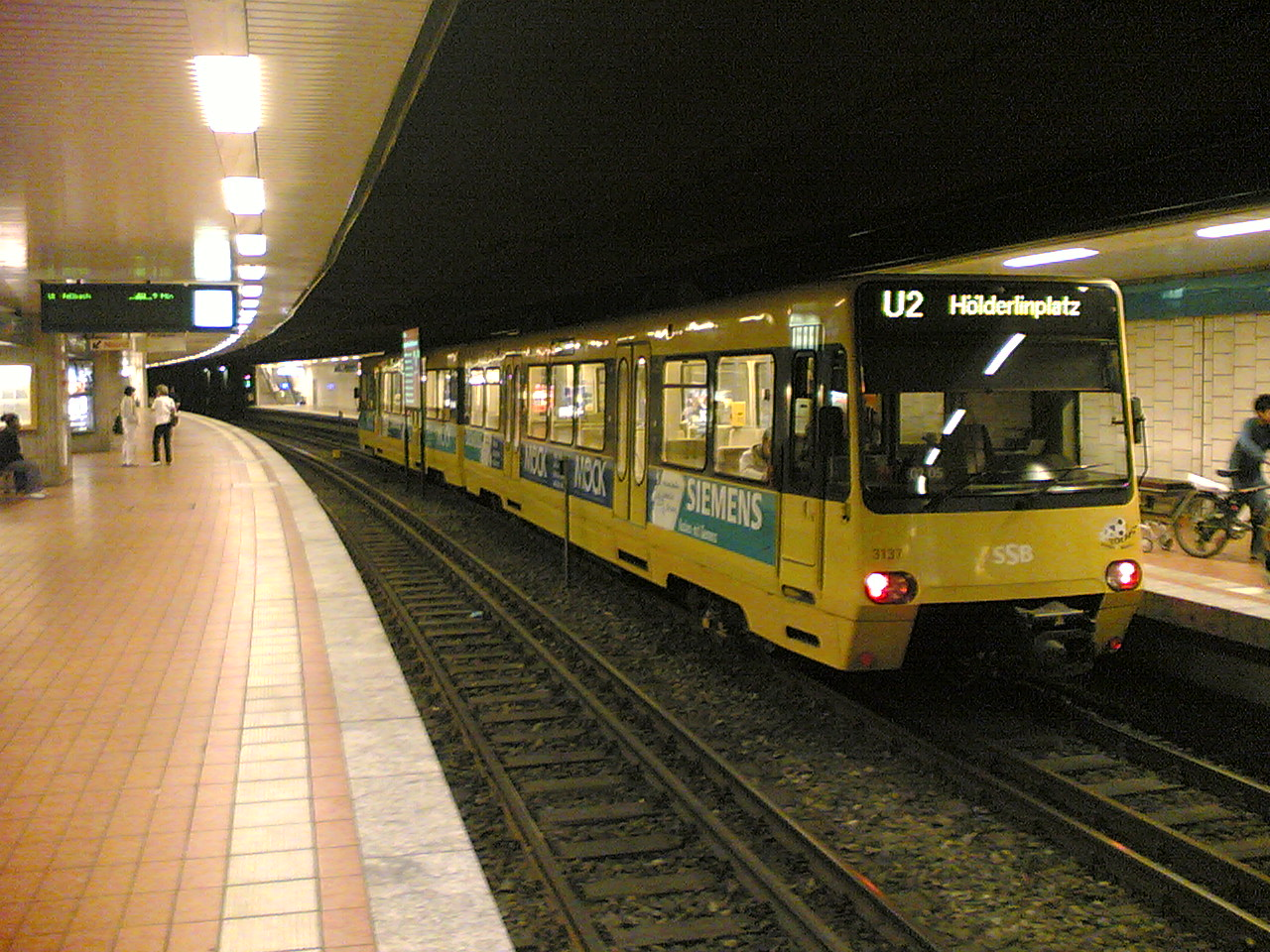
Штутгартський штадтбан

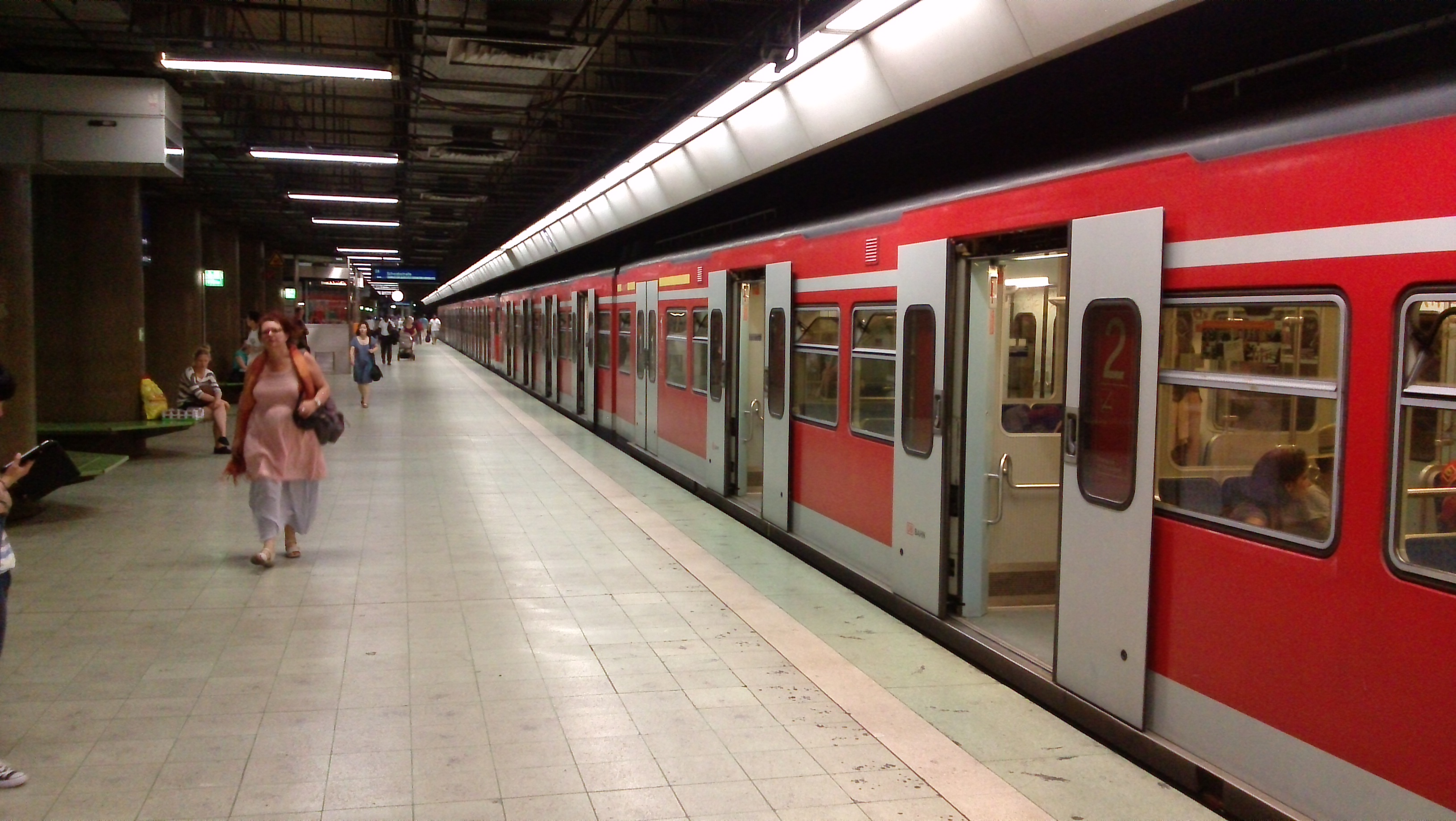
Stuttgart S-Bahn

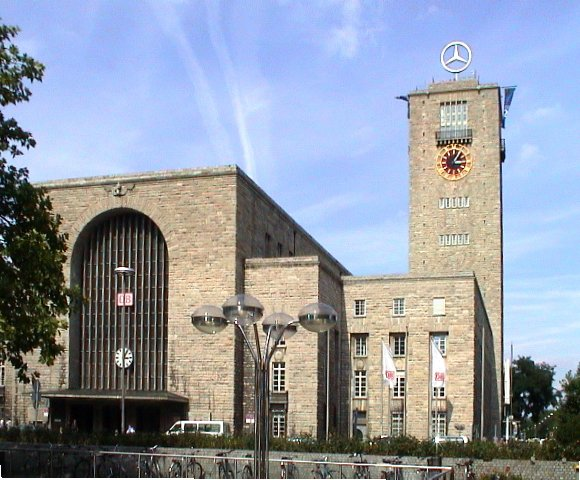
Вокзал Штутгарт

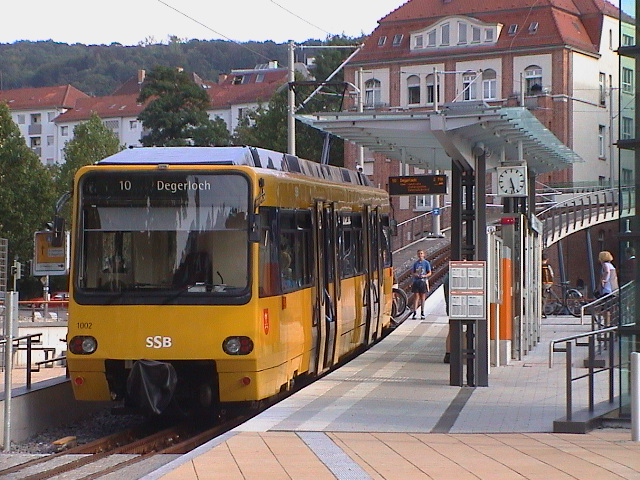
Цанрадбан

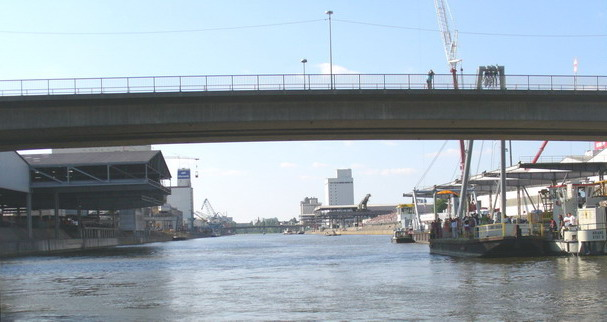
Порт Штутгарт на річці Неккар

Як і решта великих німецьких міст, таких як Берлін, Кельн та Ганновер, 1 березня 2008 року в Штутгарті запроваджено Зону з низьким рівнем викидів (ЗНВ) з метою покращення якості повітря. Це стосується всіх транспортних засобів, що потрапляють до Штутгартської зони навколишнього середовища (Umweltzone), включаючи транспортні засоби з-за кордону.

### Громадський транспорт
Штутгарт має легкорейкову систему — Штутгартський штадтбан. У центрі міста та густо забудованих районах, штадтбан прокладено під землею. Станції позначаються символом «U», що означає Untergrundbahn (метрополітен). До 2007 року в Штутгарті також працювали трамваї. Штутгарт також має розгалужену автобусну мережу. Штадтбан та автобуси є під орудою Stuttgarter Straßenbahnen AG (SSB). Передмістя Штутгарта та сусідніх міст обслуговуються підземною залізничною мережею — Stuttgart S-Bahn, що використовує лінії національного оператора Deutsche Bahn AG (DB).
У Штутгарті також функціонує електрифікована зубчаста залізниця, що сполучає Маринплац на півдні міста та район Дегерлох. Це єдина міська зубчаста залізниця в Німеччині. Штутгарт також має фунікулер, а в парку Кіллесберг працює мініатюрна залізниця.

### Залізничний транспорт
Штутгарт є хабом мереж Intercity-Express та Intercity Deutsche Bahn AG (DB), що має сполучення з більшістю великих міст Німеччини. Штутгарт має пряме залізничне сполучення зі Страсбургом, Віднем, Цюрихом та Парижем.
Потяги далекого сполучення, Interregio-Express, Regional-Express та Regionalbahn обслуговує станція Штутгарт-Головний.

### Авіаційний транспорт

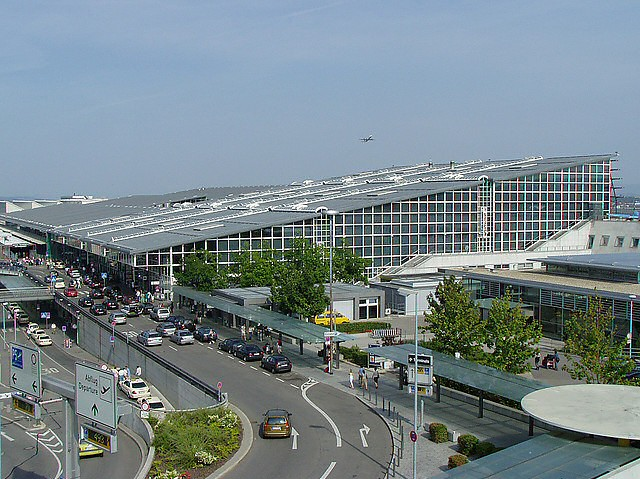
Аеропорт Штутгарт

Місто обслуговує аеропорт Штутгарт, міжнародний аеропорт розташований за 13 км на південь від центру міста. До аеропорту прямують потяги S-Bahn ліній S2 або S3. Аеропорт Штутгарта — єдиний міжнародний аеропорт Німеччини з однією злітно-посадковою смугою.

### Автостради
Через місто прямує автострада А8, що сполучає місто з Мюнхеном та Карлсруе та автострада А 81, що сполучає місто з Вюрцбургом та Зінгеном.

### Водний транспорт
Також місто має річковий порт на річці Неккар

## Культура та визначні місця
Штутгарт і його околиці — домівка для деяких значних фігур німецької літератури, найвідомішими з яких є Геґель, Шиллер і Гельдерлін.
У Штутгарті знаходиться Вюртемберзька земельна бібліотека, одна з найбільших бібліотек Німеччини (5,5 млн одиниць зберігання), яка була заснована 11 лютого 1765 року.

### Музеї

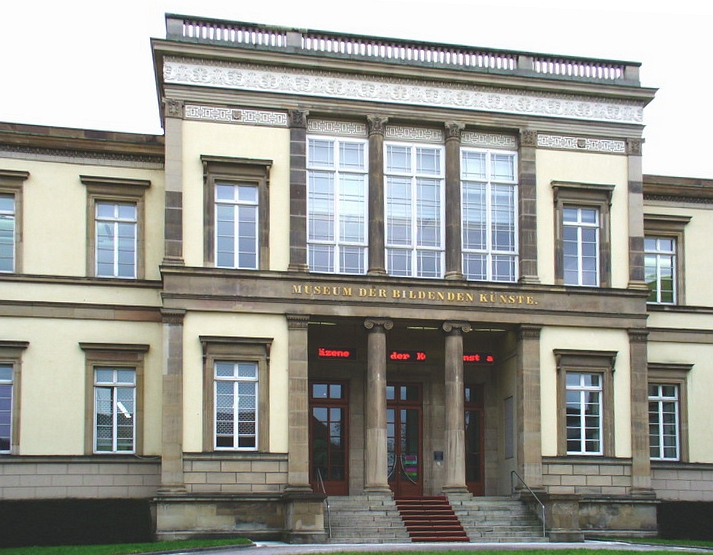
Стара державна галерея

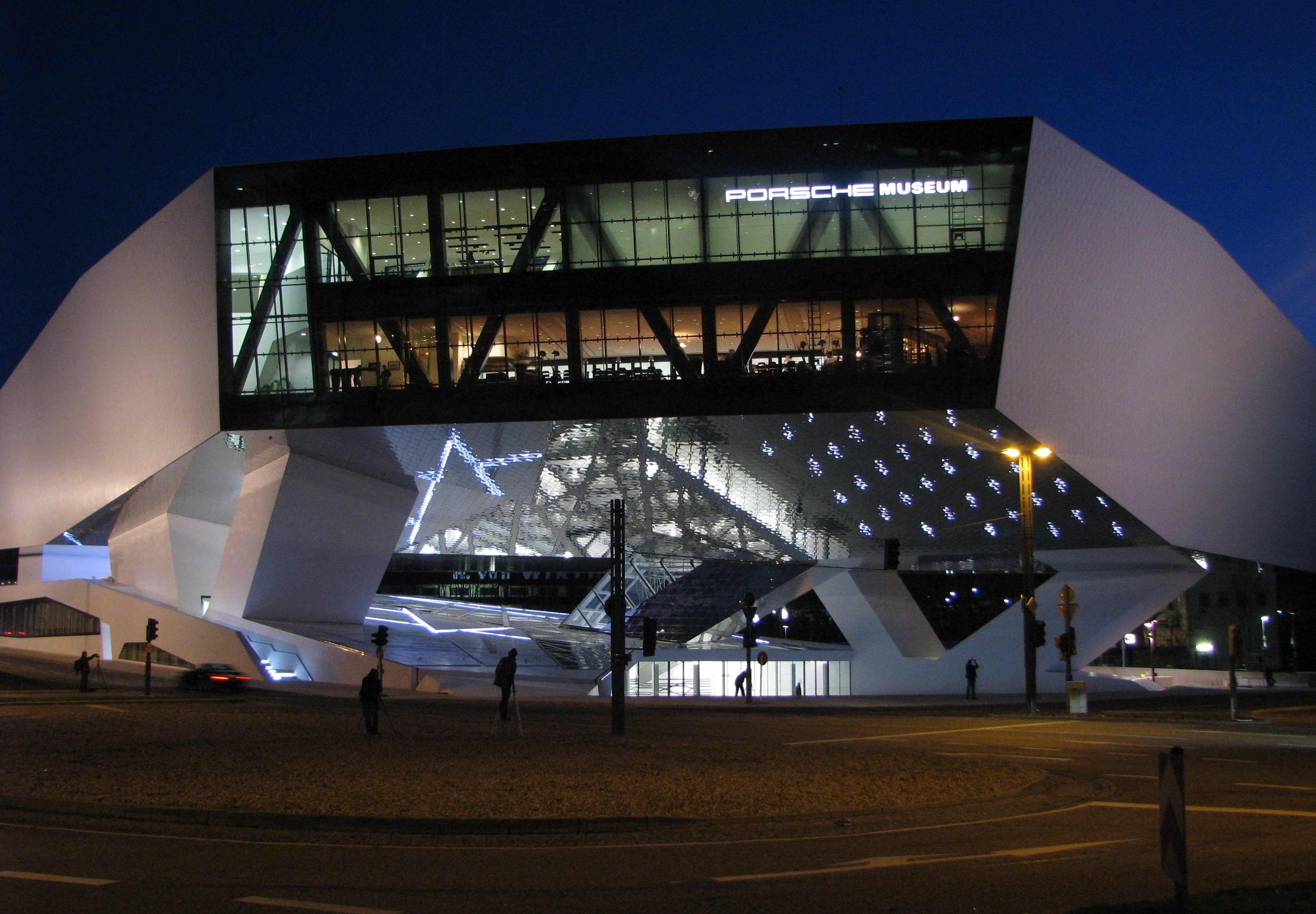
Музей Porsche

У Штутгарті знаходяться п'ять з одинадцяти державних музеїв Баден-Вюртемберга. Першим із них є Стара державна галерея (відкрита 1843 року, розширена 1984 року), де зберігаються твори мистецтва, що датуються XIV—XIX століттями, включаючи роботи Рубенса, Рембрандта, Моне, Ренуара, Сезанна і Бойса. Поруч розташована Нова державна галерея (заснована 1980 року). У галереї представлені роботи Макса Бекмана, Далі, Матісса, Міро, Пікассо, Клее, Шагала, Кандинського та інших митців.
У Старому замку розташований Державний музей Вюртемберга, який був заснований 1862 року Вільгельмом I Вюртемберзьким. Музей простежує багату історію Вюртемберга з безліччю артефактів, які належали герцогам, графам і королям Вюртемберга.
Інші провідні музеї Штутгарта:
- Історичний музей (заснований 1987 року)
- Державний музей природничої історії Штутгарта в замку Розенштейн
- Музей Mercedes-Benz (заснований 1936 року, у новій будівлі — з 2006 року), найвідвідуваніший музей у Штутгарті (440 000 відвідувань на рік)
- Штутгартський художній музей (заснований 2005 року)
- Музей Porsche (заснований 1976 року, знову відкритий 2008 року у новому приміщенні),
- Будинок-музей Гегеля (Гегельхаус), місце народження філософа Георга Вільгельма Фрідріха Гегеля
- Музей Лінден (заснований 1911 року), один із найзначніших етнографічних музеїв Європи
- Музей музичних інструментів
- Штутгартський трамвайний музей
- Штутгартський музей поліції
- Музей Мініатюрний Штутгарт
- Плінінгенський краєзнавчий музей
- Старий замок\Altes Schloss
- Музей ілюзій
- Музей Вайсенгофа в будинку Ле Корбюзьє

### Архітектурні пам'ятки
Ряд значних замків розташовані в передмістях Штутгарта і за їх межами як нагадування про королівське минуле міста. До них належать:
- Замок Солітюд у стилі бароко і рококо (1700—1800)
- Людвігсбурзька резиденція у стилі бароко з величезним садом (1704—1758)
- Замок Гогенгайм[de] (1771—1793),
- Палац Розенштайн у стилі класицизму (1822—1830)
- Мавзолей Вюртембергів (1824)
- Зоопарк і ботанічний сад Вільгельма (1853)

### Бібліотеки
- Штутгартська міська бібліотека
- Вюртемберзька земельна бібліотека

## Освіта

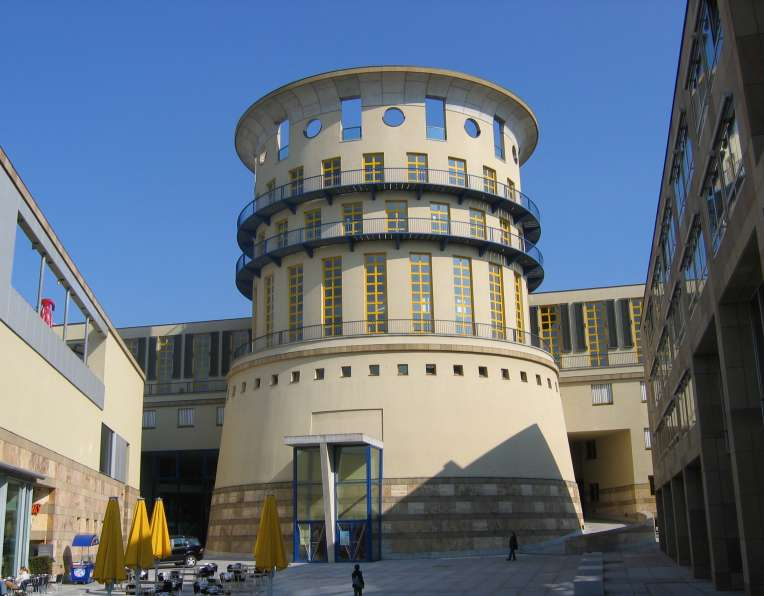
Нова будівля Штутгартської вищої школи музики і театру, розроблена Джеймсом Стерлінґом

- Штутгартський університет — четвертий за величиною університет у Баден-Вюртемберзі після Гейдельберзького університету Рупрехта-Карла, Тюбінгенського університету та Фрайбурзького університету. Засновано 1829 року. Університетський комплекс складається з двох академічних містечок, які відповідають напрямам спеціалізації: соціальні дисципліни й архітектура — у центрі міста, недалеко від головної залізничної станції, природознавчі дисципліни — у південно-західній частині міста. Найславетнішим з факультетів є архітектурний.
- Гоенгаймський університет — найстаріший університет Штутгарта. Більша частина університету розташована в будівлі палацу Гоенгайм в однойменному районі міста Штутгарт. Спеціалізація університету — аграрний, біологічний і економічний напрямки. Засновано 1818 року.
- Штутгартська вища технічна школа — популярний державний ВНЗ, що спеціалізується на підготовці архітекторів і будівельників.
- Штутгартська вища школа музики і театру — один із найбільших мистецьких вишів у Німеччині, заснований 1761 року. Місце розташування — квартал Кіллесберг на півночі Штутгарта.
- Штутгартська вища школа масового інформування — заснована 2001 року. Готує спеціалістів із друкованих та електронних засобів масового інформування, а також з комунікації.

## Спорт

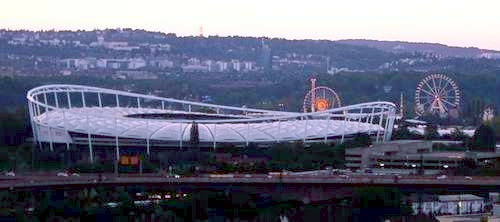
МХП-Арена, домашній стадіон ФК «Штутгарт»

У Штутгарті, як і в інших містах Німеччини, найпопулярнішим видом спорту є футбол. Найвідоміший місцевий клуб — ФК «Штутгарт» (засн. 1893 року). За свою історію ця команда здобула п'ять чемпіонських титулів та чотири Кубки Німеччини. Менш відомий клуб — «Штутгартер Кікерс» (нім. Sportverein Stuttgarter Kickers e.V.) — спортивне товариство з району Деґерлох, що виступає у третьому дивізіоні і базується на невеликому стадіоні «Ґаці» (Gazi). Крім того, у місті є гандбольна команда, що виступала в національній лізі з 2001 по 2006 роки. Хокейна команда «Штутгартер Кікерс» (HTC Stuttgarter Kickers) — один із найуспішніших хокейних клубів у Німеччині, що виграв чемпіонат Німеччини 2005 року й чемпіонат Європи 2006 року.

## Уродженці Штутгарта
- Георг Вільгельм Фрідріх Гегель (1770—1831) — німецький філософ, творець теорії діалектики.
- Вільгельм Гауфф (1802—1827) — німецький письменник, автор казок.
- Ґергард Ертль (нар. 10 жовтня 1936) — німецький учений-хімік, лауреат Нобелівської премії з хімії 2007 року.
- Карл Едуард фон Мартенс (1831—1904) — німецький зоолог
- Пауль Лені (1885—1929) — німецький кінорежисер, художник-оформлювач та художник-декоратор
- Ріхард фон Вайцзеккер (1920—2015) — німецький політик і державний діяч, федеральний президент Німеччини в 1984—1994 роках.
- Гельмут Лахенман (1935) — німецький композитор.
- Юрген Клаус Генніґ (1951) — німецький хімік і медичний фізик, якій одним з перших застосував магнітно-резонансну томографію (МРТ) для медичної діагностики.
- Роланд Еммеріх (1955) — американський кінорежисер німецького походження.
- Ніна Госс (1975) — німецька акторка.

## Галерея

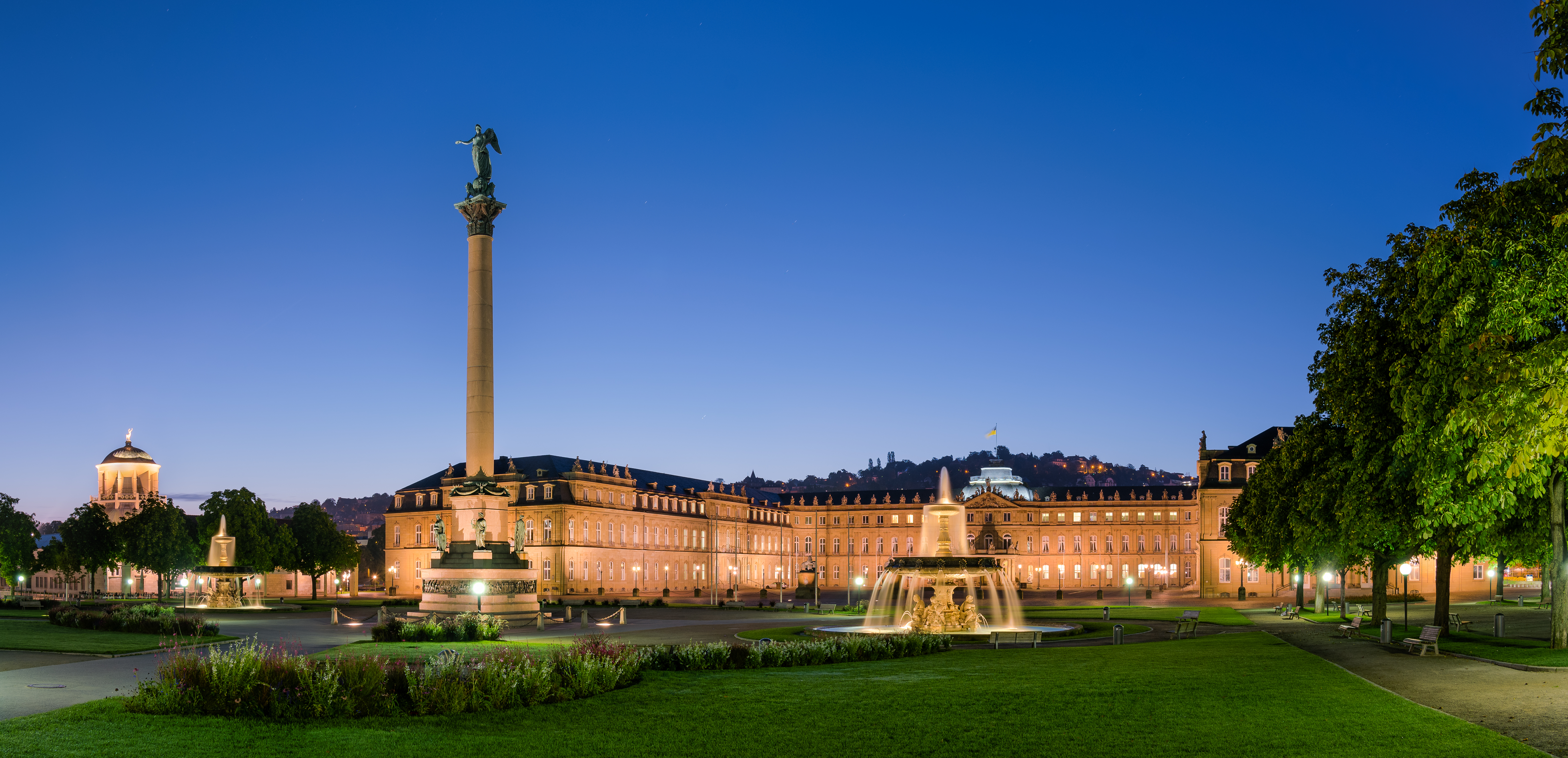
Замкова площа
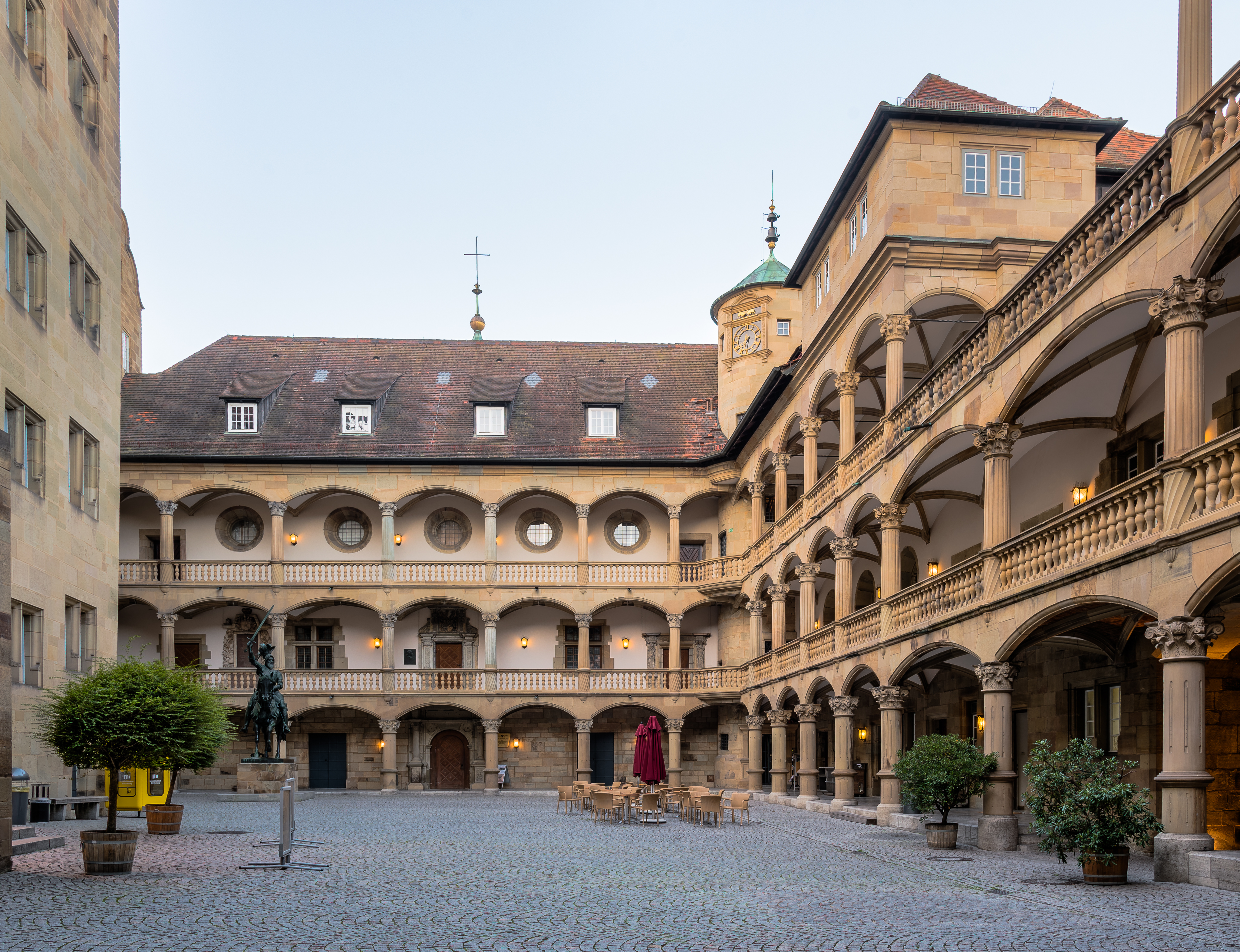
Внутрішній дворик Старого замку
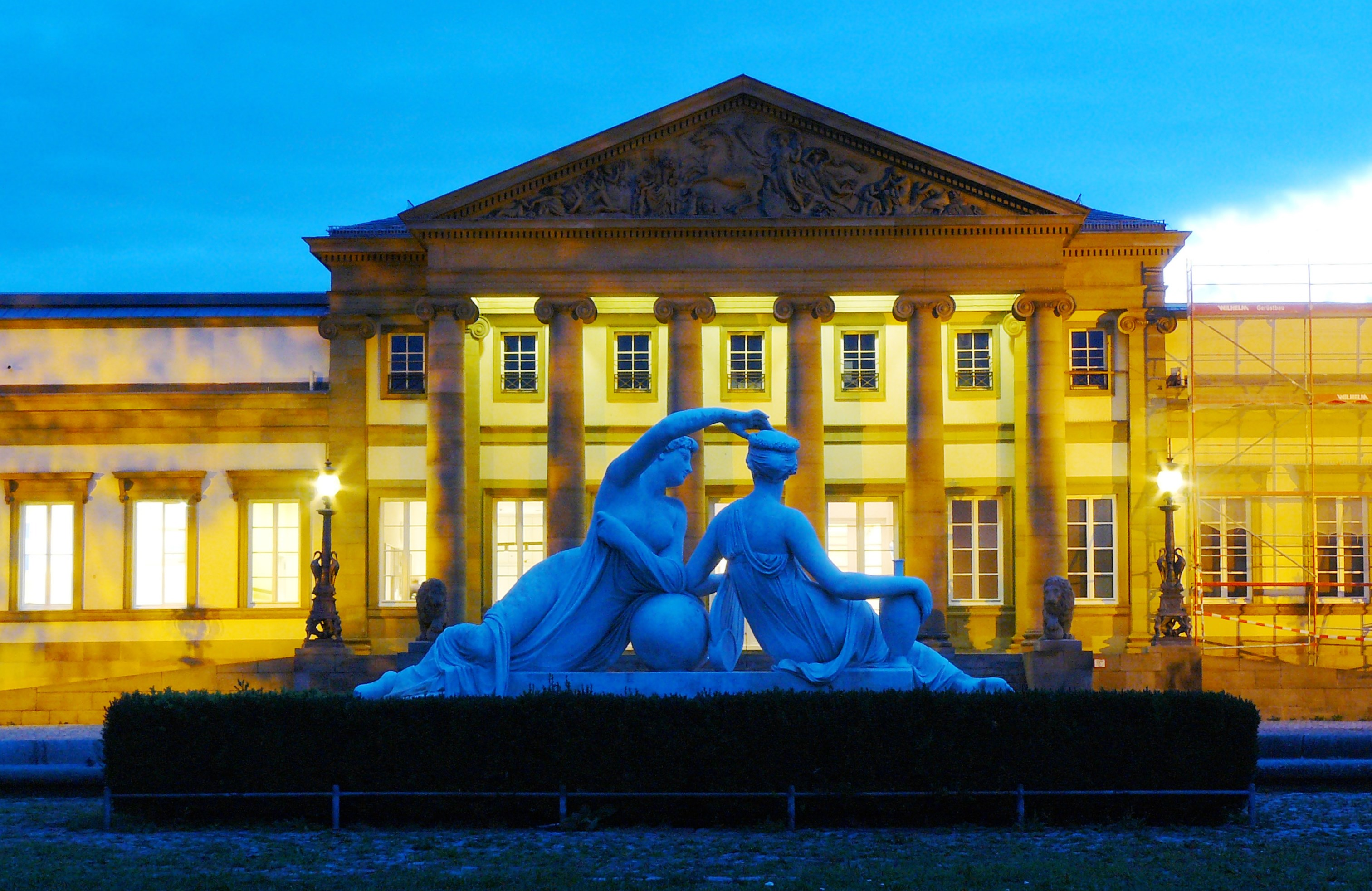
Палац Розенштайн
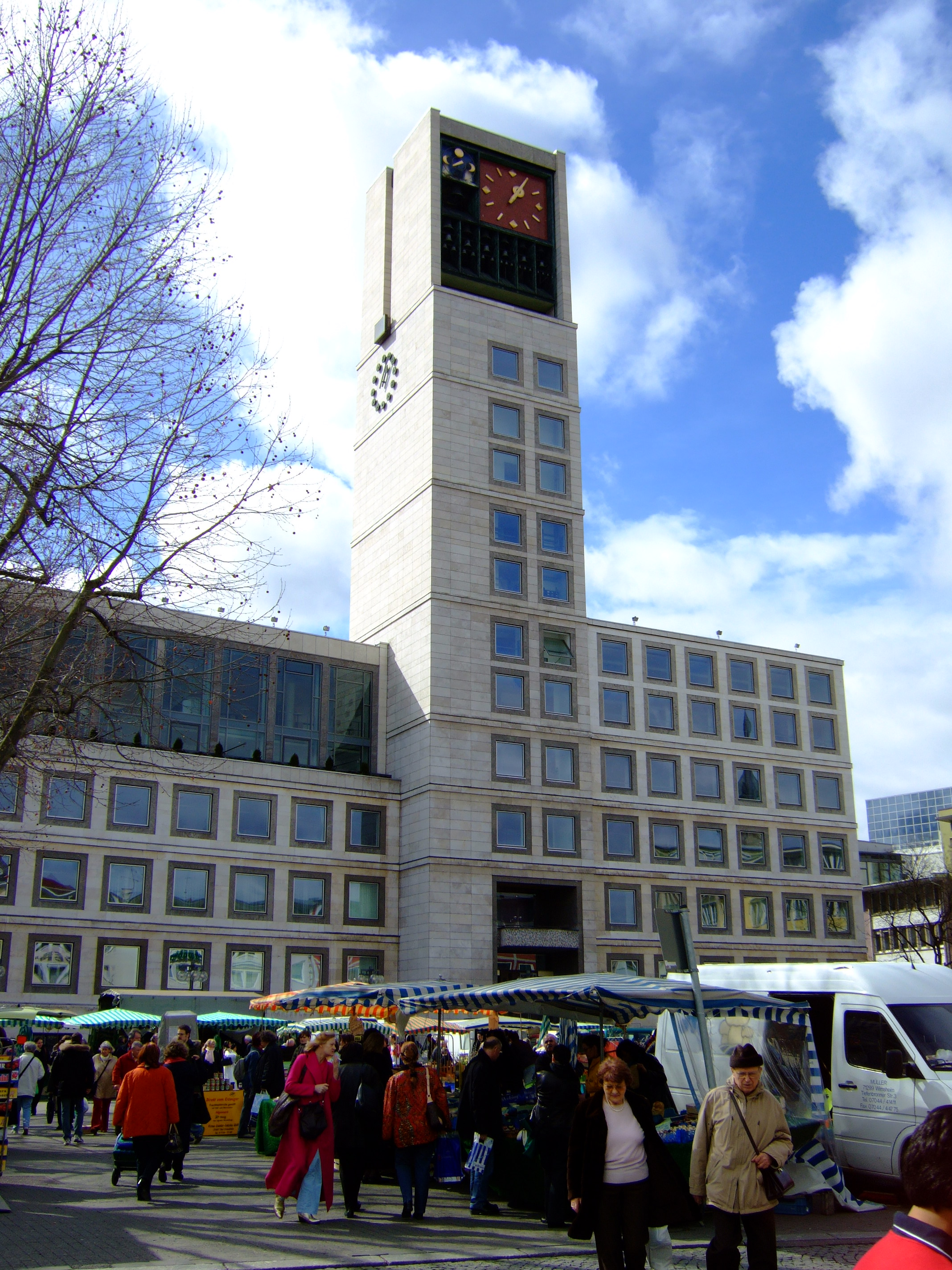
Ратуша
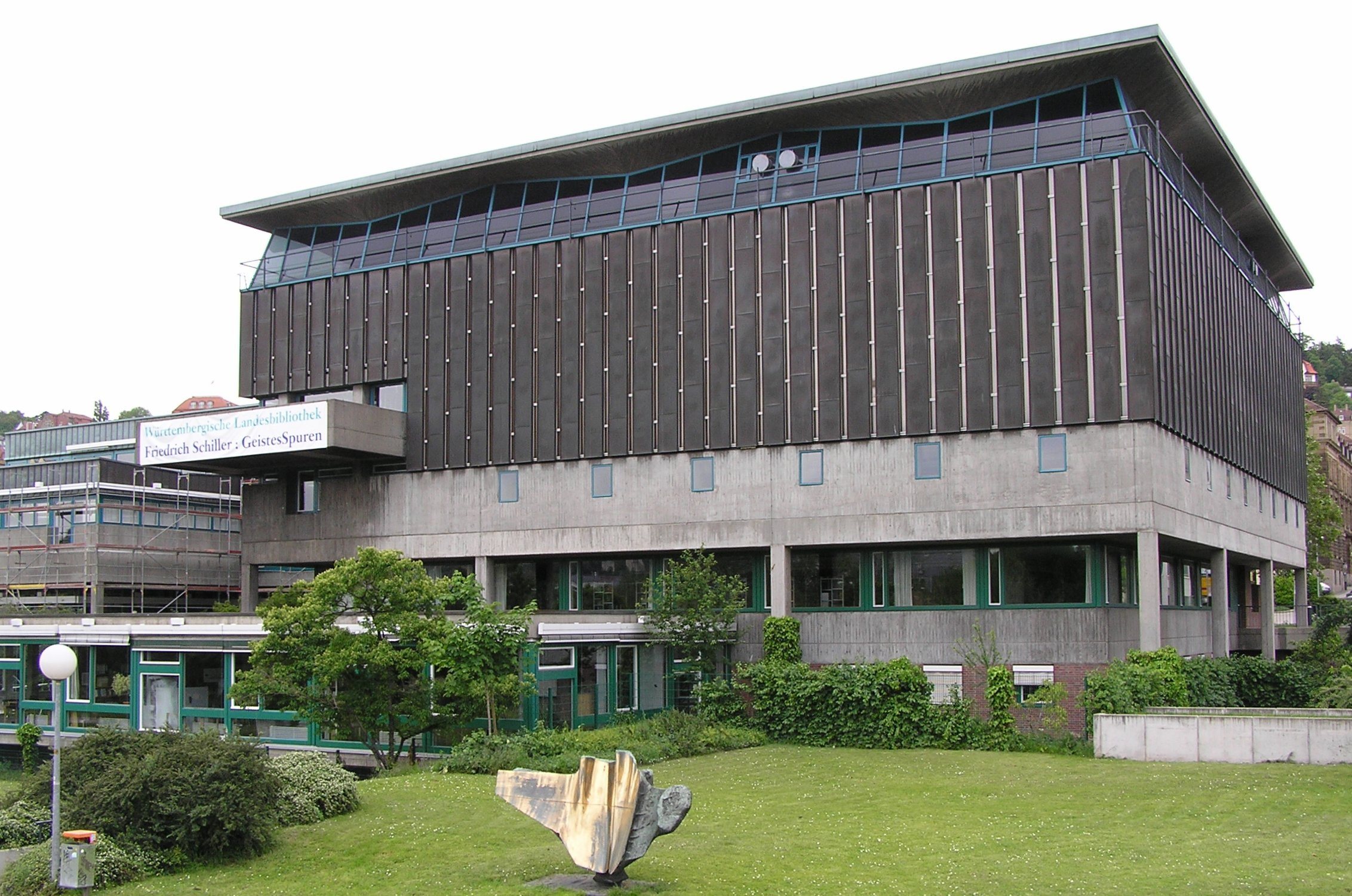
Вюртемберзька земельна бібліотека
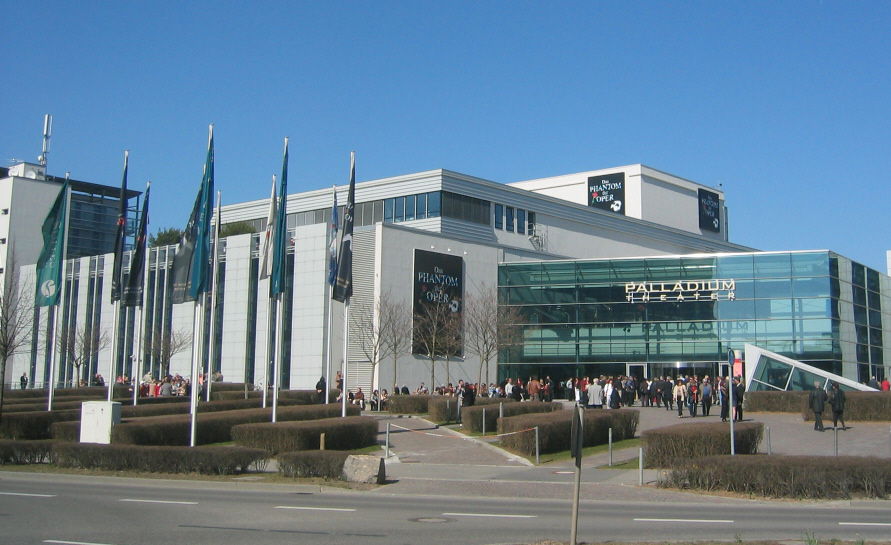
Театр Палладіум
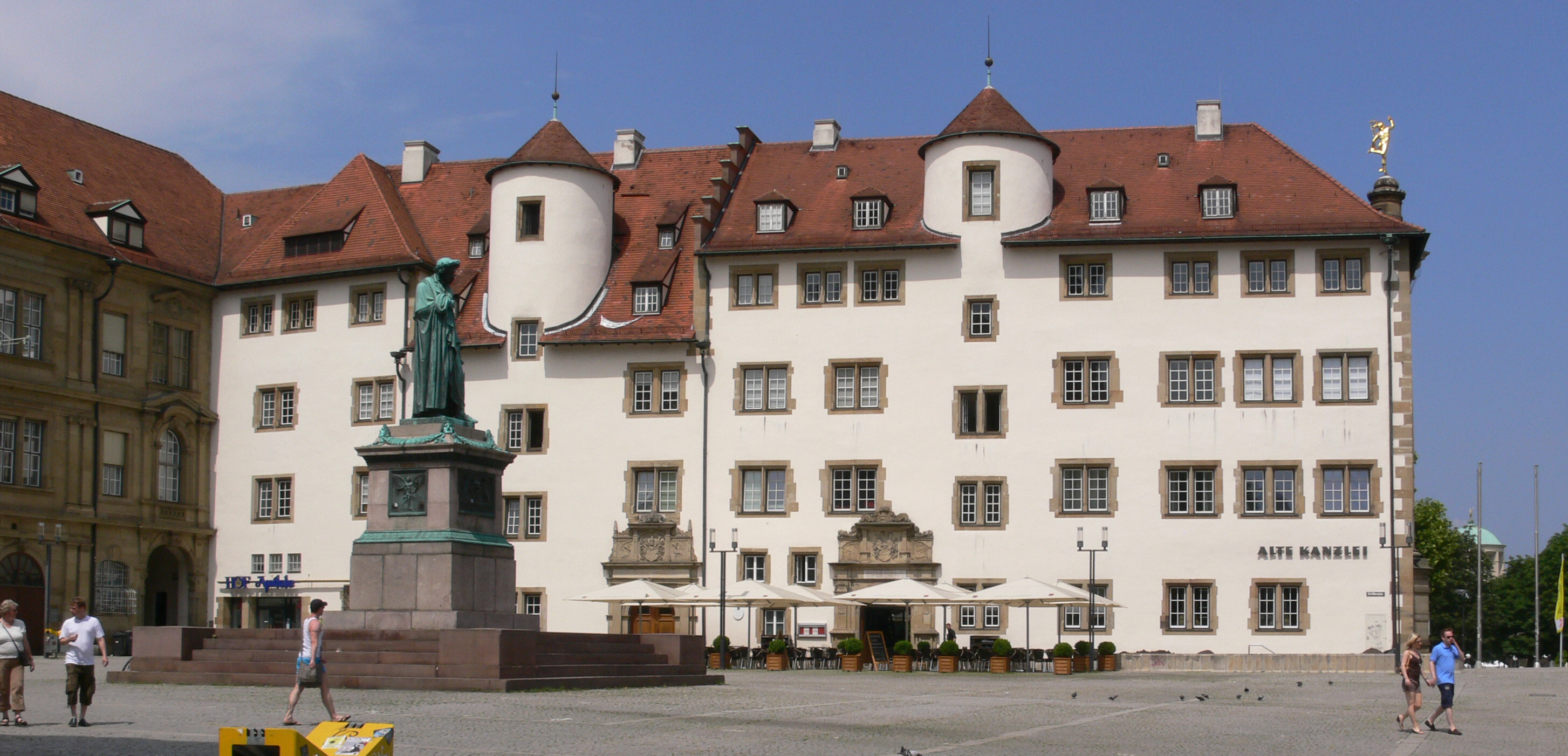
Площа Шиллера
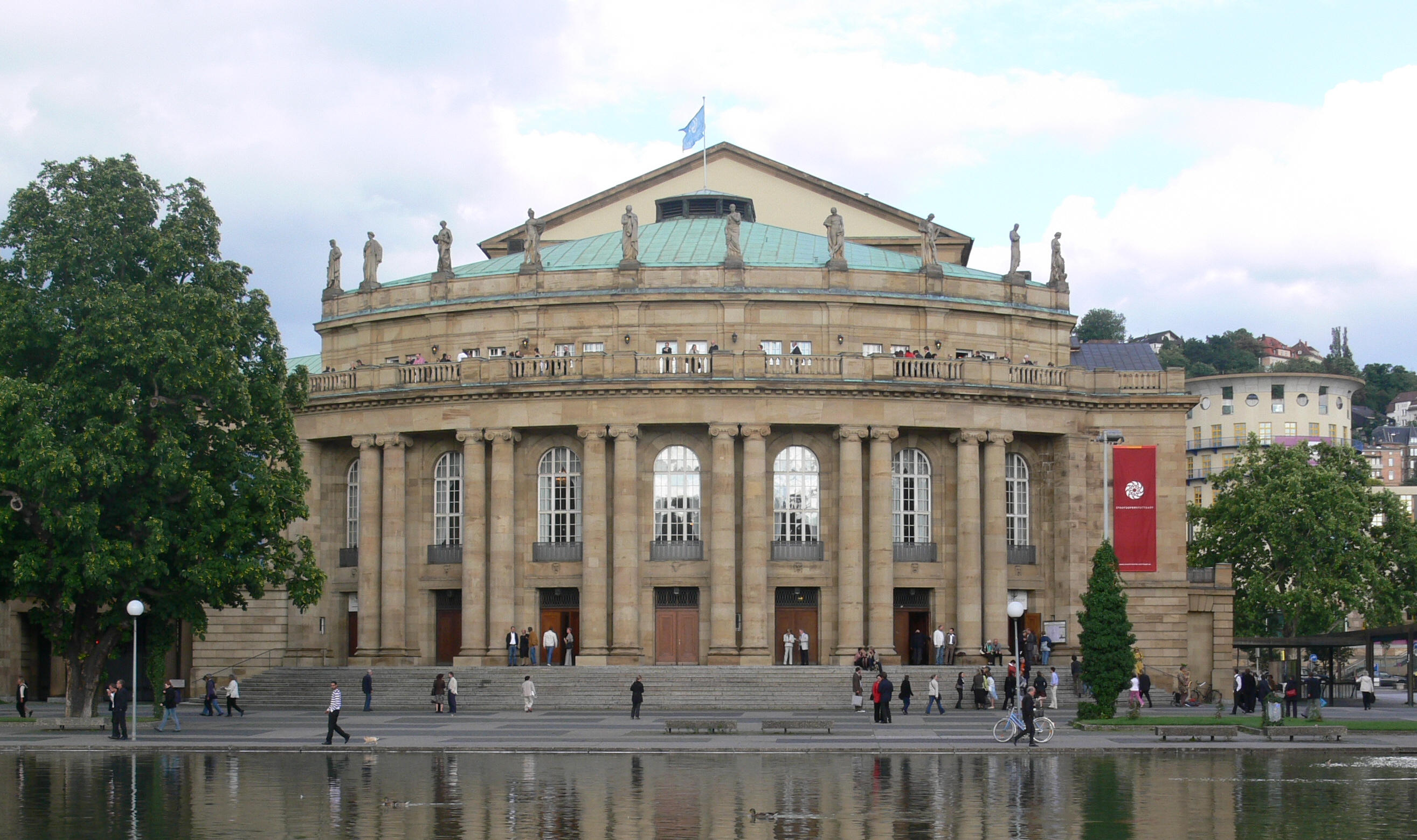
Опера
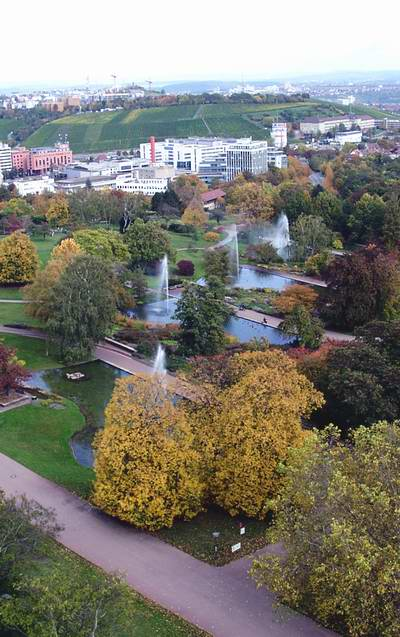
Парк Кіллесберг
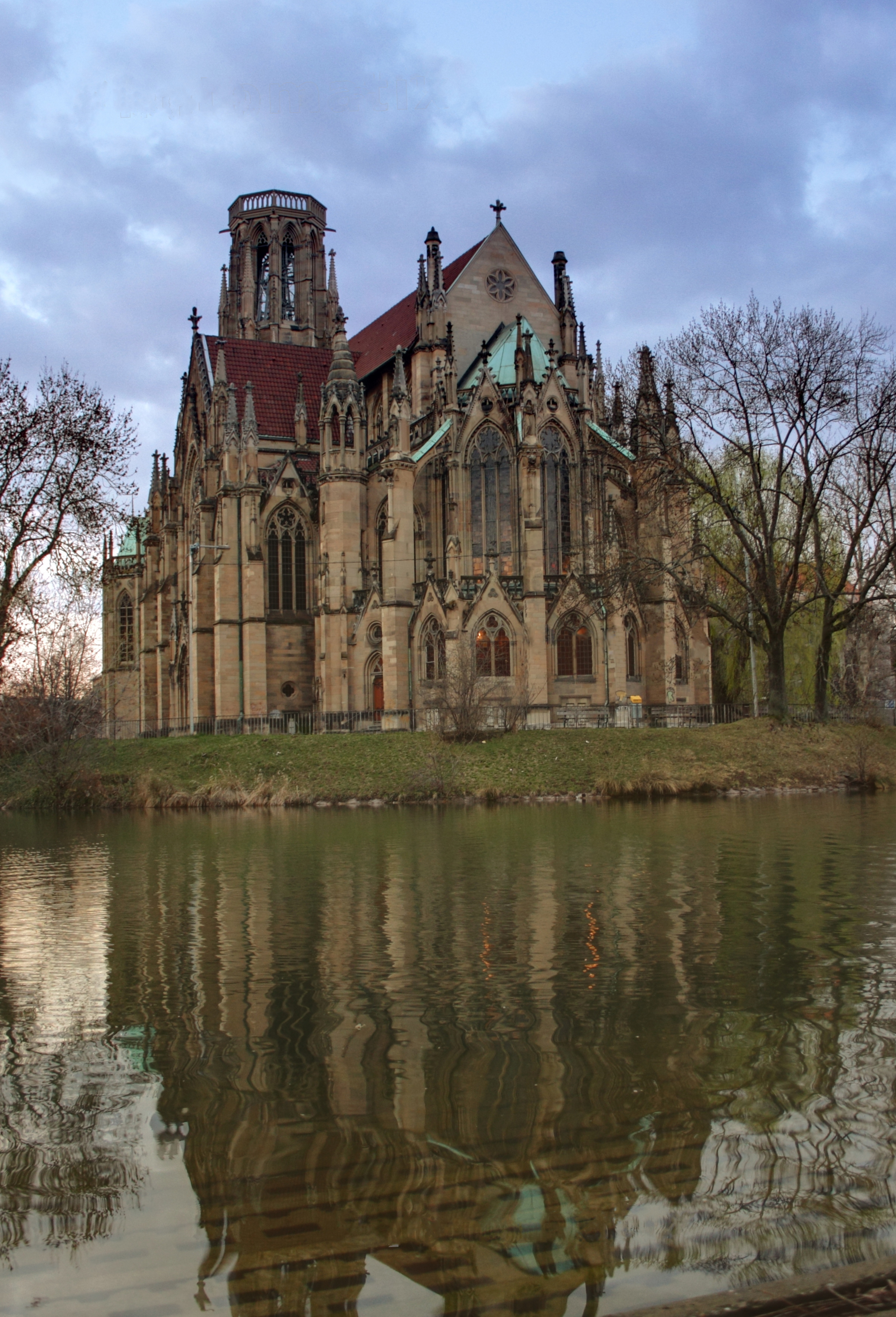
Церква Йоганнескірхе
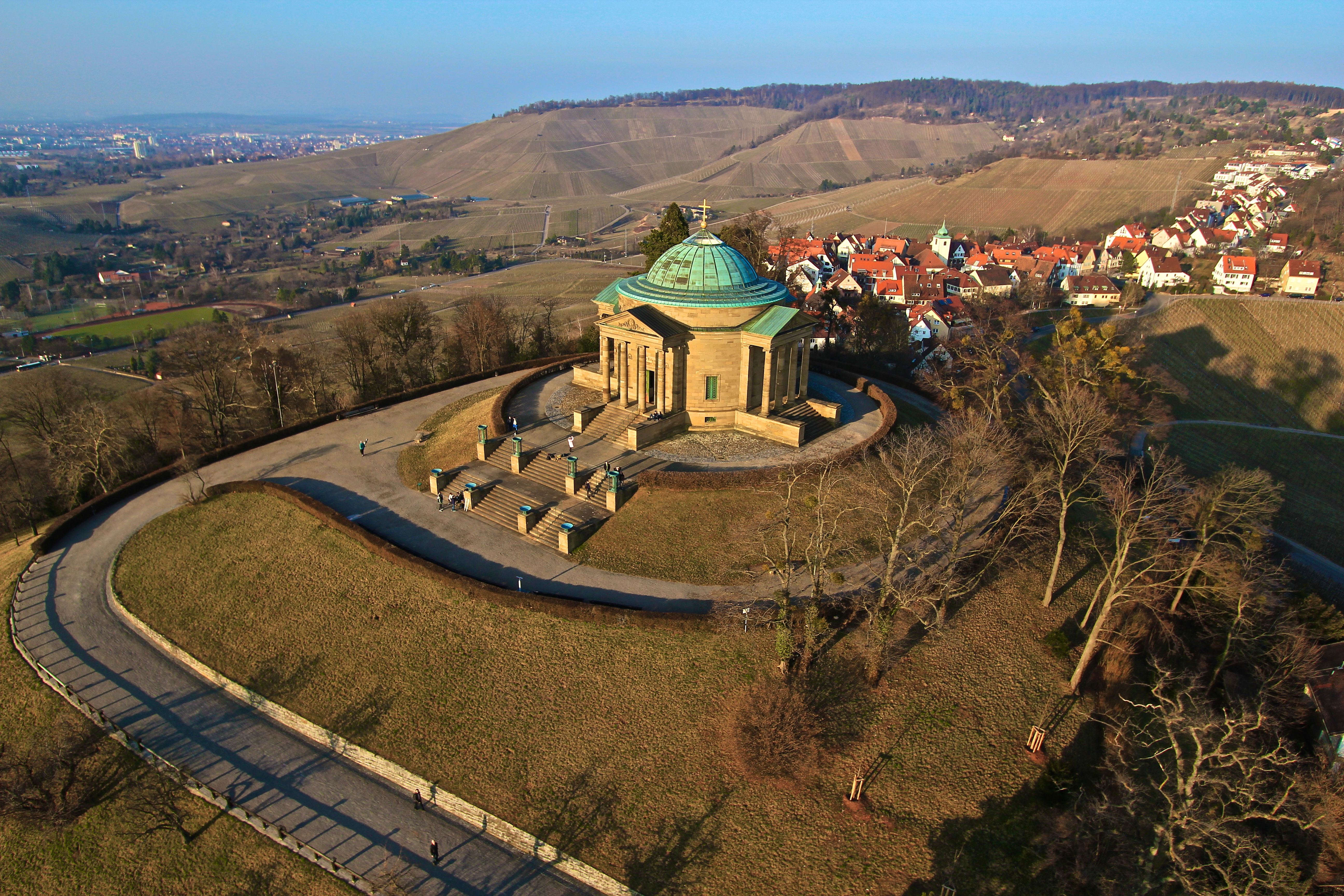
Мавзолей Вюртембергів
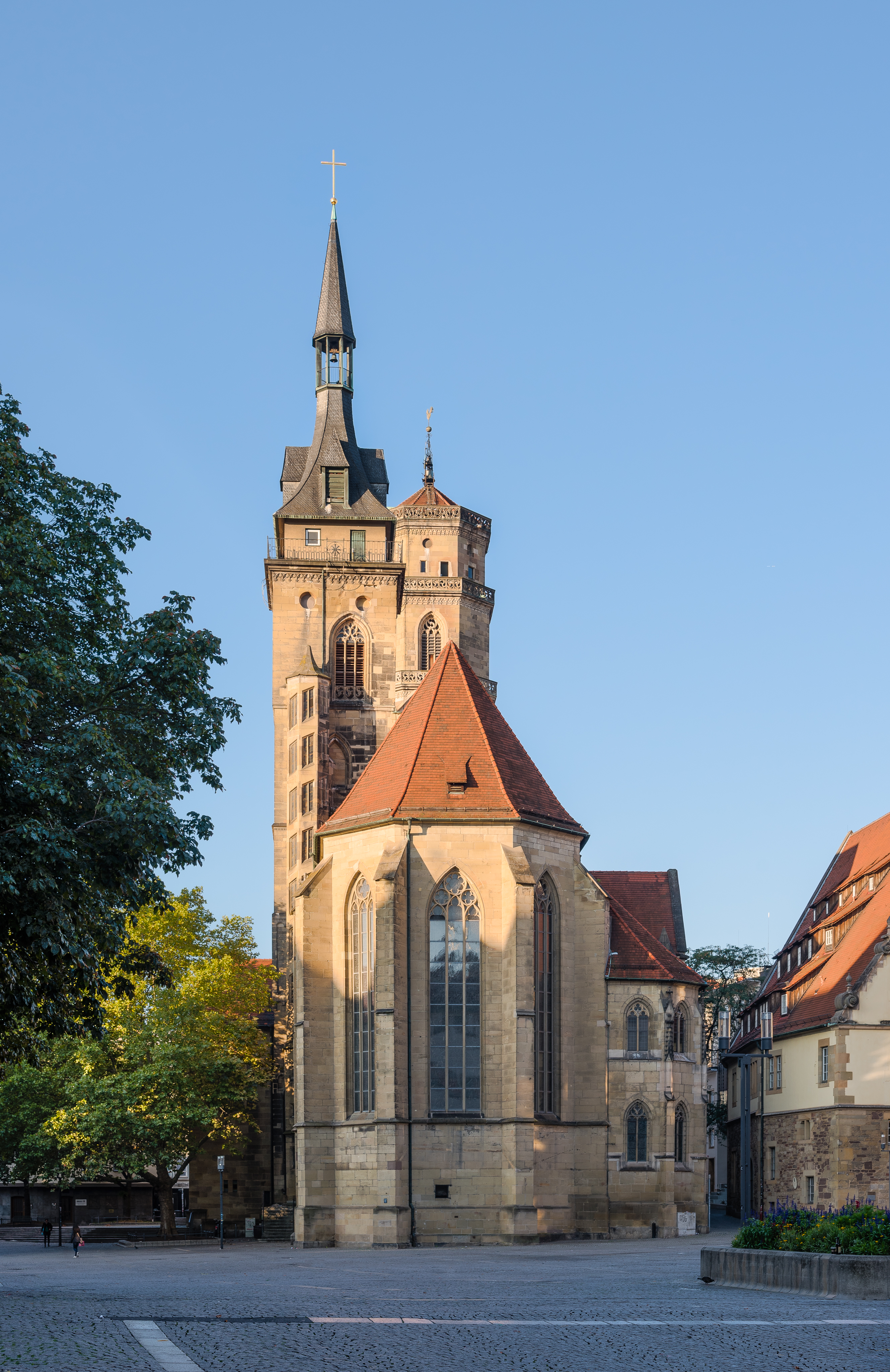
Церква Штіфтскірхе

## Міста-побратими
- Кардіфф, Уельс, Велика Британія
- Сент-Луїс, Міссурі, США
- Страсбург, Франція
- Лодзь, Польща
- Каїр, Єгипет
- Мумбай, Індія
- Мензель-Бургіба, Туніс

Міста з якими встановлені дружні відносини
- Огакі, Японія
- Шавей-Ціон, Ізраїль
- Нанкін, Китай